# El rostro de la medusa
El rostro de la medusa es una película de dramática argentina dirigida por Melisa Liebenthal .
La película tuvo su estreno mundial en la sección oficial (competencia internacional) de la 37.ª edición del Festival Internacional de Cine de Mar del Plata.

## Sinopsis
El rostro de Marina cambió de repente. Como en una pesadilla kafkiana, un día, en torno a la treintena, su rostro dejó de ser lo que era. ¿Quién es ahora? A través de la historia de Marina, la película se adentra en una investigación en torno al significado del rostro, emblema de nuestra identidad y centro neurálgico de cómo conectamos con los demás, humanos o no. ¿Podemos ser alguien más allá de nuestro rostro, más allá de nuestra imagen?

## Elenco
- Rocío Stellato como Marina Bosch
- Vladimir Durán
- Federico Sack
- Irene Bosch
- Roberto Liebenthal